# Hoodrush
Pour plus de détails, voir Fiche technique et Distribution.
Hoodrush est un drame musical nigérian de Dimeji Ajibola, sorti en 2012.

## Synopsis
Lagos, Nigeria. Deux frères tentent de s'en sortir. L'un est musicien et cherche à se faire un nom en se présentant à des castings. Son aîné devient le gigolo d'une riche bourgeoise, trempant dans le trafic de drogue. Leurs volontés de ne pas se compromettre se heurtent à des difficultés croissantes jusqu'à l'assassinat du frère aîné. Mais le cadet arrive finalement à décrocher le titre d'African Idol.

## Fiche technique
- Titre original : Hoodrush
- Réalisation = Dimeji Ajibola
- Scénario = Dimeji Ajibola
- Pays de production :  Nigeria
- Durée : 108 minutes (1 h 48)
- Date de sortie : Nigeria : 12 octobre 2012[1]

## Distribution
- Okechukwu Ukeje
- Bimbo Akintola
- Gabriel Afolayan
- Chelsea Eze
- Ijeoma Agu

## Observations
Le film n'est pas référencé par l'IMDb mais est disponible sur la programmation de films des vols Air France au cours de l'hiver 2014-2015.
Comme la quasi-totalité de la production de Nollywood, il a été tourné en numérique et semble ne pas avoir connu de distribution commerciale en salle hors d'Afrique. Il a néanmoins fait l'objet de critiques,
et a été lauréat d'un prix d'un petit festival allemand.